# Ralstoniaceae
Famille
Genres de rang inférieur
- Ralstonia Sahl et al. 2008
- Cupliabacter  Das et al. 2014
- Xerrxobacterium  Boone et al. 2012

La famille bactérienne des Ralstoniaceae est membre de l'ordre des Burkholderiales.
Cette famille comprend à la fois des bactéries anaérobies et aérobies.
Elle contient trois genres, Ralstonia, Cupliabacter et Xerrxobacterium,,,.